# Vivo (Levante)
Vivo è un singolo della cantante italiana Levante, pubblicato il 9 febbraio 2023 come primo estratto dal quinto album in studio Opera futura.
Il brano è stato presentato durante la seconda serata del Festival di Sanremo 2023, al cui termine si è classificato ventitreesimo.

## Descrizione
Il brano è stato scritto e composto dalla stessa cantante, con la produzione di Antonio Filippelli, e affronta il tema della depressione post-partum vissuta da Levante a seguito della nascita della figlia Alma Futura. In un'intervista concessa a Rolling Stone Italia, Levante ha raccontato il concepimento della canzone e il significato del brano:
(Levante)
Il brano segna la seconda partecipazione al Festival dopo Tikibombom, in gara nel 2020; la cantante ha messo a confronto le due canzoni in un'intervista Radio Italia:

## Accoglienza
Vivo è stato accolto perlopiù in maniera positiva da parte della critica specializzata, che ne ha apprezzato il significato, trovando tuttavia similitudini con il brano No Hero di Elisa nell’inciso.
Andrea Laffranchi del Corriere della Sera ha assegnato una votazione di 7 su 10 al singolo, scrivendo che racconta «la gioia della riscoperta del proprio corpo e del sesso dopo il parto». Anche Valentina Colosimo di Vanity Fair ha definito Vivo «un inno al corpo femminile che dà vita, un inno alla vita» che «ricorda i momenti successivi al parto, gioia e carnalità», con un ritornello che «funziona alla perfezione. Gianni Sibilla di Rockol apprezza il tema della canzone di «autodeterminazione e libertà», trovandolo dalle sonorità «pop contemporanee». Gianni Poglio di Panorama scrive che si tratta di una canzone «pulsante», trovandola distante dalle produzioni precedenti della cantante.
La rivista Rolling Stone Italia, riguardo ai brani presentati durante la seconda serata del Festival di Sanremo, ha assegnato un punteggio pari a 6 su 10; secondo il recensore della rivista Filippo Ferrari, Vivo rappresenta «un pezzo uptempo» che sembra simile a «una seduta dallo psicologo». Andrea Conti de Il Fatto Quotidiano ha spiegato che si tratta di una canzone «pro le donne» con un testo che invita «riprendersi il proprio corpo e i propri spazi». Anche Mattia Marzi si sofferma sul significato, scrivendo che si tratti di un «empowerment femminista» il cui ritornello «alla fine inevitabilmente ti entra in testa».
Francesco Prisco de Il Sole 24 Ore afferma che grazie al brano Levante «non perde la sua consueta raffinatezza», anche cantando «un tema delicato come la depressione post parto».
Fabio Fiume di All Music Italia contrariamente ad altri critici afferma di trovare «deludente scorgere la somiglianza fra questo suo brano e No Hero di Elisa» anche se ne trova il sentore nell'inciso, non trovando originalità nel brano, assegnando un punteggio di 5 su 10.
Anche Gabriele Fazio dell'Agenzia Giornalistica Italia non rimane colpito dal brano, scrivendo che la cantante abbia «un’interpretazione troppo accentuata» rispetto al tema, che risulta «soffocato» e «inconsistente».

## Video musicale
Il video, girato presso Villa Zaccaria a Cremona sotto la regia di Giacomo Triglia, è stato reso disponibile in concomitanza con il lancio del singolo attraverso il canale YouTube della cantante.

## Tracce
Testi e musiche di Levante.
1. Vivo – 3:21

## Classifiche
| Classifica (2023) | Posizione massima |
| ----------------- | ----------------- |
| Italia            | 17                |